# 편의점가맹점유니온
편의점가맹점유니온(일본어: コンビニ加盟店ユニオン 콘비니카메이텐유니온[*])은 일본의 편의점 가맹점 점주들로 조직된 노동조합이다. 2009년(헤이세이 21년) 8월 세븐일레븐 가맹점주를 중심으로 설립되었다. 약 200개 점포가 가맹하고 있다. 편의점 본사가 가맹점에 대하여 압도적으로 유리한 입장에서 계약을 맺고 있다며 가맹점의 권리를 보장하는 “프랜차이즈법” 제정을 요구하고 있다.